# Baccello (arte)

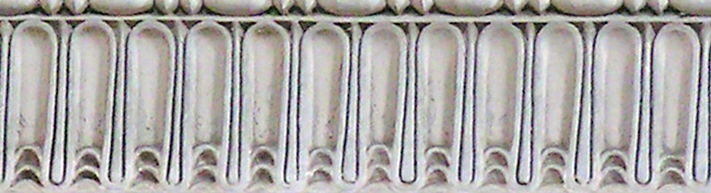

Il baccello (o baccelletto) è un elemento decorativo usato sia in architettura sia nella produzione artigianale di mobili od oggetti, ispirato a forme vegetali.
Apparsi dapprima nell'arte greca per la decorazione del capitello ionico, ebbero grande diffusione anche in epoca rinascimentale.
La baccellatura può essere realizzata sia in rilievo sia in incavo. In quest'ultimo caso, assumeva spesso motivi a «S», prendendo il nome di strigilatura.